# Peter Caruana
Pour les articles homonymes, voir Caruana.
Peter Caruana, né le 15 octobre 1956 à Gibraltar, est un homme politique gibraltarien, ministre en chef de 1996 à 2011.

## Biographie
Caruana fait ses études à Gibraltar et en Grande-Bretagne (au Ratcliffe College) et devient avocat. Il commence sa carrière politique au sein du Parti pour l'autonomie de Gibraltar (PAG) qui embrasse l'idée que Gibraltar devienne une région autonome espagnole.
Dirigeant du parti des Sociaux-démocrates de Gibraltar (GSD) à partir de 1991, il est élu la même année à l'Assemblée locale. Vainqueur avec son parti des élections de mai 1996, il devient alors ministre en chef du territoire et conseiller de la reine. Il est reconduit à l'issue des élections suivantes en 2000, 2003 et 2007.
Au cours de ses quinze années d'exercice du pouvoir, il s'est toujours prononcé contre n'importe quel transfert de  souveraineté vers l'Espagne. En décembre 2004, la reconnaissance de Gibraltar comme troisième partenaire des discussions entre le Royaume-Uni et l'Espagne est due en grande partie à ses efforts.
Le 8 décembre 2011, les élections au Parlement de Gibraltar sont remportées par l'opposition emmenée par le Parti travailliste-socialiste. Peter Caruana cède le lendemain ses fonctions de ministre en chef à Fabian Picardo.